# CR141 (Luxemburg)
De CR141 (Chemin Repris 141) is een verkeersroute in Luxemburg tussen Wasserbillig (N10) en Osweiler (CR139). De route heeft een lengte van ongeveer 12 kilometer.

## Routeverloop
De route begint in het laag gelegen Wasserbillig aan de N10 op ongeveer 141 meter boven zeeniveau. Vanaf hier stijgt de route met gemiddeld 7% naar het viaduct over de A1 E44. In dit gedeelte van de route bevinden zich twee haarspeldbochten en gaat grotendeels door bebouwd gebied. Na het viaduct gaat de route in een afwisselend gebied van bossen en weilanden naar het noorden toe. Na de plaats Mompach bereikt de route met 380 meter boven zeeniveau zijn hoogste punt op de Pafebierg. Hierna gaat de route geleidelijk weer omlaag. Na de kruising met de CR368 en CR370 gaat de route naar het westen om met gemiddeld 7% te dalen naar de plaats Osweiler waar de route op de kruising met de CR139 eindigt.

## Plaatsen langs de CR141
- Wasserbillig
- Mompach
- Osweiler

## CR141a
De CR141a is een verbindingsweg bij de plaats Mertert. De 1,6 kilometer lange route verbindt de N1 in Mertert met de CR141 ten noorden van Wasserbillig. De route begint in Mertert en gaat vervolgens met gemiddeld 5,5% omhoog richting het noorden waar het aansluit op de CR141. Onderweg gaat de route met een viaduct over de A1 E44 heen.

## CR141b
De CR141b is een verbindingsweg ten noorden van Wasserbillig. De route met een lengte van ongeveer 1,2 kilometer verbindt de N10 met rustplaats/douanepunt langs de A1 E44. De route heeft vanaf de N10 gezien een gemiddelde stijging van ongeveer 6% in hoogte. Het maximum ligt op 15% stijging. De route gaat onder het Sernigerbaach-viaduct van de A1 E44 door. De CR141b heeft geen enkele aansluiting op de CR141.

## CR141c
De CR141c is een aftakkingsroute van de CR141 bij Mompach. De ongeveer 1,7 kilometer lange route verbindt de CR141 met de plaats Boursdorf.
CR101 ·
CR102 ·
CR103 ·
CR104 ·
CR105 ·
CR106 ·
CR107 ·
CR108 ·
CR109 ·
CR110 ·
CR111 ·
CR112 ·
CR113 ·
CR114 ·
CR115 ·
CR116 ·
CR117 ·
CR118 ·
CR119 ·
CR120 ·
CR121 ·
CR122 ·
CR123 ·
CR124 ·
CR125 ·
CR126 ·
CR127 ·
CR128 ·
CR129 ·
CR130 ·
CR131 ·
CR132 ·
CR133 ·
CR134 ·
CR135 ·
CR136 ·
CR137 ·
CR138 ·
CR139 ·
CR140 ·
CR141 ·
CR142 ·
CR143 ·
CR144 ·
CR145 ·
CR146 ·
CR147 ·
CR148 ·
CR149 ·
CR150 ·
CR151 ·
CR152 ·
CR153 ·
CR154 ·
CR155 ·
CR156 ·
CR157 ·
CR158 ·
CR159 ·
CR160 ·
CR161 ·
CR162 ·
CR163 ·
CR164 ·
CR165 ·
CR166 ·
CR167 ·
CR168 ·
CR169 ·
CR170 ·
CR171 ·
CR172 ·
CR173 ·
CR174 ·
CR175 ·
CR176 ·
CR177 ·
CR178 ·
CR179 ·
CR180 ·
CR181 ·
CR182 ·
CR183 ·
CR184 ·
CR185 ·
CR186 ·
CR187 ·
CR188 ·
CR189 ·
CR190
CR200 ·
CR201 ·
CR202 ·
CR203 ·
CR204 ·
CR205 ·
CR206 ·
CR207 ·
CR208 ·
CR210 ·
CR211 ·
CR212 ·
CR213 ·
CR215 ·
CR216 ·
CR217 ·
CR218 ·
CR219 ·
CR220 ·
CR221 ·
CR222 ·
CR223 ·
CR224 ·
CR225 ·
CR226 ·
CR227 ·
CR228 ·
CR229 ·
CR230 ·
CR231 ·
CR232 ·
CR233 ·
CR234
CR301 ·
CR302 ·
CR303 ·
CR304 ·
CR305 ·
CR306 ·
CR307 ·
CR308 ·
CR309 ·
CR310 ·
CR311 ·
CR312 ·
CR313 ·
CR314 ·
CR315 ·
CR316 ·
CR317 ·
CR318 ·
CR319 ·
CR320 ·
CR321 ·
CR322 ·
CR323 ·
CR324 ·
CR325 ·
CR326 ·
CR327 ·
CR328 ·
CR329 ·
CR330 ·
CR331 ·
CR332 ·
CR333 ·
CR334 ·
CR335 ·
CR336 ·
CR337 ·
CR338 ·
CR339 ·
CR340 ·
CR341 ·
CR342 ·
CR343 ·
CR344 ·
CR345 ·
CR346 ·
CR347 ·
CR348 ·
CR349 ·
CR350 ·
CR351 ·
CR352 ·
CR353 ·
CR354 ·
CR355 ·
CR356 ·
CR357 ·
CR358 ·
CR359 ·
CR360 ·
CR361 ·
CR362 ·
CR364 ·
CR365 ·
CR366 ·
CR367 ·
CR368 ·
CR369 ·
CR370 ·
CR371 ·
CR372 ·
CR373 ·
CR374 ·
CR375 ·
CR376 ·
CR377 ·
CR378 ·
CR379
Routes die cursief vermeld staan, zijn voormalige routes.